# Neoribates roubali
Neoribates roubali är en kvalsterart som först beskrevs av Berlese 1910.  Neoribates roubali ingår i släktet Neoribates och familjen Parakalummidae. Inga underarter finns listade i Catalogue of Life.